# Beiarn
Beiarn è un comune norvegese della contea di Nordland.

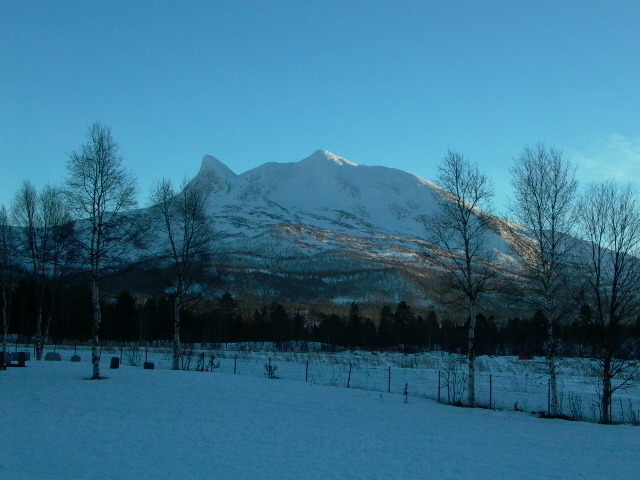
Immagine del paese in inverno.